# Sundtjärnen (Karlskoga socken, Värmland, 659356-143614)
Sundtjärnen är en sjö i Karlskoga kommun i Värmland och ingår i Göta älvs huvudavrinningsområde. Sjön är 7 meter djup, har en yta på 0,014 kvadratkilometer och befinner sig 165,6 meter över havet.